# Alex Horley
Alex Horley pseudonimo di Alessandro Orlandelli (Milano, 1970) è un fumettista e illustratore italiano, che lavora negli Stati Uniti d'America.
Dopo una prima esperienza come disegnatore di illustrazioni e copertine per il mensile Kaos, Alex ha partecipato ai progetti Alba nera per la Granata Press, Mutant Chronicles per la Acclaim.
Successivamente ha disegnato copertine e storie di albi statunitensi per la Dark Horse Comics (Dead or Alive: A Cyberpunk Western), DC Comics (Lobo, Lobo: Morte e tasse, Lo Spettro), Verotik Comics (Jaguar God), Vertigo (Muktuk Wolfsbreath, Battleaxes), Image Comics (Sharky), Penthouse Comix e per la rivista Frank Frazetta Fantasy Illustrated, "Lobo Unbound".
Horley è attivo anche nel campo delle trading cards (Batman Master Series, Magic the Gathering, Harry Potter) e specialmente per World of Warcraft ed Hearthstone della Blizzard Entertainment.
Tra le sue influenze più significative ci sono Frank Frazetta, John Buscema e Simon Bisley.